# Редфорд (Нью-Йорк)
Редфорд (англ. Redford) — переписна місцевість (CDP) в США, в окрузі Клінтон штату Нью-Йорк. Населення — 387 осіб (2020).

## Географія
Редфорд розташований за координатами 44°36′23″ пн. ш. 73°48′32″ зх. д. / 44.60639° пн. ш. 73.80889° зх. д. (44.606489, -73.808945).  За даними Бюро перепису населення США в 2010 році переписна місцевість мала площу 3,77 км², з яких 3,49 км² — суходіл та 0,28 км² — водойми.

## Демографія
Згідно з переписом 2010 року, у переписній місцевості мешкало 477 осіб у 175 домогосподарствах у складі 125 родин. Густота населення становила 127 осіб/км².  Було 188 помешкань (50/км²).
Расовий склад населення:
| - 96,4 % — білих - 1,0 % — чорних або афроамериканців |

До двох чи більше рас належало 2,5 %. Частка іспаномовних становила 0,6 % від усіх жителів.
За віковим діапазоном населення розподілялося таким чином: 26,0 % — особи молодші 18 років, 61,8 % — особи у віці 18—64 років, 12,2 % — особи у віці 65 років та старші. Медіана віку мешканця становила 38,3 року. На 100 осіб жіночої статі у переписній місцевості припадало 107,4 чоловіків;  на 100 жінок у віці від 18 років та старших — 105,2 чоловіків також старших 18 років.
Цивільне працевлаштоване населення становило 230 осіб. Основні галузі зайнятості: освіта, охорона здоров'я та соціальна допомога — 30,4 %, публічна адміністрація — 21,3 %, роздрібна торгівля — 20,9 %.